# Informationstillförlitlighetshypotesen
Informationstillförlitlighetshypotesen, (eng. information reliability hypothesis), en hypotes inom multisensorisk perceptionsteori som lyder: "Perceptionen av ett drag är dominerat av modaliteten som förser den mest tillförlitliga informationen".